# Home (Lospalos)
Home ist ein osttimoresischer Ort und Suco im Verwaltungsamt Lospalos (Gemeinde Lautém).

## Geographie
Vor der Gebietsreform 2015 hatte Home eine Fläche von 37,12 km². Nun sind es 39,55 km². Der Suco liegt im Nordwesten des Verwaltungsamts Lospalos. Im Norden grenzt er an den Suco Raça, im Osten an Fuiloro, im Süden an Souro und Leuro und im Westen an das Verwaltungsamt Lautém mit seinen Sucos Maina II und Baduro. Die Grenze zu Lautém bildet der Fluss Malailada. Der Osten des Sucos ist Teil der Ebene des Plateaus von Fuiloro (Planalto de Fuiloro), im Westen liegen Berge, die dann zum Grenzfluss Malailada hin abfallen.
Das Dorf Home liegt im Südosten des Sucos auf einer Meereshöhe von 293 m. Es ist ein Ausläufer des Siedlungsraum Fuiloro. Hier liegt die einzige Grundschule des Sucos. In unmittelbarer Nachbarschaft zum Ort Home liegen die Siedlungen Reisoru (Reissoro, Reissoro) und Larinatcha (Larinacha).
Im Süden des Sucos liegt das Dorf Tchenuloro (Chenuloro), im Norden das Dorf Horooto.
In Home befinden sich die vier Aldeias Larinatcha, Lilapuhu, Reisoru und Tchenuloro.

## Einwohner
Home hat 2.117 Einwohner (2022), davon sind 1.078 Männer und 1.039 Frauen. Im Suco gibt es 396 Haushalte. Fast 98 % der Einwohner geben Fataluku als ihre Muttersprache an. Eine Minderheit spricht Tetum Prasa.

## Politik
Bei den Wahlen von 2004/2005 wurde Amorosio Oliveira zum Chefe de Suco gewählt. Bei den Wahlen 2009 gewann Ambrozio Fernandes de Oliveira und 2016 Luis dos Santos.

## Persönlichkeiten
- Tibúrcio da Costa Neves (1953–1989), Unabhängigkeitskämpfer